# Finsterhof
Der Finsterhof ist ein Gutshof in Neulengbach in Niederösterreich.
Der Hof liegt zwischen Inprugg und Markersdorf an der Großen Tulln und kann auf eine über 500 Jahre lange Geschichte verweisen. Früher gehörte er zur Herrschaft Neulengbach und war nach Asperhofen eingepfarrt.
Laut Adressbuch von Österreich war im Jahr 1938 in Finsterhof ein Landwirt mit Ab-Hof-Verkauf ansässig. Zwischen Juli 1944 und April 1945 waren im Finsterhof sowie auch in anderen landwirtschaftlichen Betrieben der Umgebung ungarische Juden, darunter auch Frauen und Kinder, zur Zwangsarbeit eingesetzt. Bis zur Eingemeindung nach Neulengbach war der Ort ein Teil der damaligen Gemeinde Inprugg.